# Broghammerus timoriensis
Broghammerus timoriensis là một loài rắn trong họ Pythonidae. Loài này được Peters mô tả khoa học đầu tiên năm 1876.